# Джаны-Джол (Токтогульский район)
Джаны-Джол (кирг. Жаңы-Жол) — село в Токтогульском районе Джалал-Абадской области Кыргызстана. Административный центр Джаны-Джольского айылного аймака.

## География
Село расположено в северной части области, на левом берегу реки Чычкан, на расстоянии приблизительно 1 километра (по прямой) к западу от города Токтогула, административного центра района. Абсолютная высота — 942 метра над уровнем моря.

## Население
Согласно оценочным данным Национального статистического комитета Кыргызской Республики, численность населения села на начало 2023 года составляла 2162 человека.
| год     | 2009 | 2014 | 2015 | 2020 | 2021 | 2023 |
| ------- | ---- | ---- | ---- | ---- | ---- | ---- |
| человек | 2009 | 2040 | 2067 | 2306 | 2369 | 2162 |